# حسين دعيبس
حسين دعيبس (مواليد سنة 1954) هو مخرج أفلام أردني، قام بإخراج عدة مسلسلات وأغانٍ مصورة.

## حياته
ولد في مادبا  مكونة من ستة عشر أخا وأختا،انخرط في الحركة الفنية في سبعينيات القرن العشرين من خلال فرقة شباب مادبا مع
شقيقه المخرج أحمد دعيبس 
سافر إلى ايطاليا وثم ألمانيا بهدف الدراسة ، لكنه لم يتمها، ثم غادر الى الولايات المتحدة الأميركية إلى شيكاغو حيث درس اللغة الانجليزية ومن ثم الطيران. لكنه لم يكملها عاد بعدها إلى الأردن لدراسة الحقوق الجامعة الأردنية

### حياته الأسرية
تزوج من الإعلامية خلود الحاج ذيب وأعلن انفصاله عنها في نوفمبر 2019

### إصابته بجلطة دماغية ودخوله دار الرعاية
في عام 2022 تعرض لجلطة دماغية نتج عنها إصابته بمرض الزهايمر  وظهر في مقابلة مع الصحفي السوري ربيع هنيدي وهو يبكي ويتحدث عن حالته الأمر الذي أثار استعطاف الناس ويكون حديث الصحافة لكن عائلته ردت ببيان أكدت فيه بأنه هو من اختار بإرادته السكن في "دارات شما للرعاية الصحية" ورفع قضية بحق المنتج الأردني محمد المجالي والصحفي ربيع هنيدي لاستغلالهما حالته الصحية ونشرها في الصحافة والإعلام كما قامت الحكومة من خلال وزير الثقافة مصطفى الرواشدة  بايعاز حكومي لمتابعة حالته وفي أكتوبر 2024 غادر دار الرعاية ليعود إلى منزله  

## مشواره المهني
دخل مجال الإخراج من خلال التلفزيون الأردني عمل مصوراً لعدة مسلسلات وبرامج ، عام 1990 عند اندلاع حرب الخليج الأولى طلب منه صحافيون أجانب الذهاب معهم إلى بغداد كانوا يبحثون وقتها عن مصوّرين بعد دخول القوات العراقية إلى الكويت حيث عمل مع وكالة WTN الأميركية كمصور حرب محترف لكنه توقف بعد استهداف الصحافيين الأمر الذي شكل خطورة على حياته تنقّل بعد ذلك بين الكويت وجنوب تركيا وديار بكر وكردستان، وشمال إيران
عاد بعدها إلى الأردن وعمل في مجال الدعاية والإعلان
ثم انتقل للعمل مع محطة إم بي سي التي كانت أول محطة فضائية عربية
عام 1994توجه لإخراج الأغاني المصورة والبداية كانت بأغنية "سنة ورا سنة" للمغني الأردني ربحي رباح . وبعدها تعاون مع الفنانة نجوى كرم بأغنيتين هما "بين الهنا والنار وحكم القاضي " عام 2015 ابتعد عن اخراج الأغاني المصورة بعدما أخرج ما يقارب 450 أغنية للعديد من فنانين الوطن العربي
 ساهم في إبراز الكثير من العارضات اللواتي أصبحن مقدمات برامج ومغنيات مثل ناتالي معماري،رانيا السبع ورولا سعد

قام بإخراج فعاليات مهرجان جرش للثقافة والفنون لعدة دورات ومهرجان الأغنية الأردنية عام 2009
ابتعد عن اخراج الأغاني المصورة لفترة وعاد ليصور أغنية أنت قدري للفنان الأردني مجد أيوب  وفي عام 2021 أصدر مؤلفاً بعنوان "اللغة السينمائية "تناول فيها الرؤية الاخراجية في السينما 

### تعاونه مع كاظم الساهر
التقى مع كاظم الساهر في مكاتب شبكة راديو وتلفزيون العرب عام 1996 وطلبوا منه أن يقوم بإخراج أغنية الرحيلليقوم بوضع قصة للأغنية لكنه تفاجئ بعد عرض الأغنية التي أخرجها طارق العريان بعدها طلب من اخراج حفلة لكاظم في ألمانيا وكانت أول حفلة عربية منقولة مباشرة من موقع الاحتفال وبعد الحفل اسمعه أغنية زيديني عشقاً وطلب منه تصويرها واستعان بالمخرج اللبناني سعيد الماروق قدم معه بعدها ثمانية وأربعين أغنية مصورة 

## الإخراج التلفزيوني
شارك في تصوير مسلسل نزهة على الرمال للمخرج نجدت أنزور عام 1987
أخرج مسلسل «عرس الغريب» الذي عرضه التلفزيون الأردني عام 1999، من بطولة زهير النوباني وجميل عواد ومحمود أبو غريب وساري الأسعد والفنان السوري خالد تاجا لارا الصفدي وجولييت عواد.
عام 2015 أخرج مسلسل "وعد الغريب"، من بطولة ياسر المصري وقمر خلف، وعرض في رمضان

## أعماله

### الفيديو كليب
| الفنان                                | الأغنية            | العام |
| ------------------------------------- | ------------------ | ----- |
| سنة ورا سنة                           | ربحي رباح          | 1994  |
| ما بسمحلك                             | نجوى كرم           | 1995  |
| حكم القاضي                            | نجوى كرم           | 1995  |
| أنا أو هي                             | نجوى كرم           | 1995  |
| ناطرة، سهرانة                         | نجوى كرم           | 1995  |
| حظي حلو                               | نجوى كرم           | 1995  |
| زيدني عشقاً                            | كاظم الساهر        | 1996  |
| لسة الدنيا بخير                       | جورج وسوف          | 1998  |
| لاموني                                | ميسم نحاس          | 2003  |
| بستان الفل                            | فلة الجزائرية      | 2003  |
| كيف أجازيك                            | فلة الجزائرية      | 2004  |
| قدرت تغيب                             | طلال سلامة         | 1997  |
| عاتيبني                               | طلال سلامة         | 1996  |
| موت في غيضك                           | طلال سلامة         | 1996  |
| بديت تحب                              | طلال سلامة         | 1999  |
| وصلت أنا                              | طلال سلامة         | 1998  |
| ما خفيته بقلبك                        | طلال سلامة         | 1998  |
| رضا والله وراضيناك                    | طلال سلامة         | 1999  |
| ليك وحشة                              | طلال سلامة         | 2005  |
| حيروني                                | صابر الرباعي       | 1998  |
| أتذكرك                                | صابر الرباعي       | 1998  |
| الدنيا                                | صابر الرباعي       | 2001  |
| لملمت أوراقي                          | صابر الرباعي       | 2003  |
| بعدك حبيبي                            | رضا العبدالله      | 2003  |
| إحنا بزمن                             | رضا العبدلله       | 2005  |
| لملمت أوراقي                          | صابر الرباعي       | 2003  |
| بياع القلوب                           | فضل شاكر           | 1999  |
| الحب القديم                           | فضل شاكر           | 2000  |
| عاش من شافك                           | فضل شاكر           | 2000  |
| زيدني عشقاً                            | كاظم الساهر        | 1997  |
| ها حبيبي                              | كاظم الساهر        | 1997  |
| مدرسة الحب                            | كاظم الساهر        | 1997  |
| أنا وليلى                             | كاظم الساهر        | 1998  |
| إلا أنت                               | كاظم الساهر        | 1998  |
| مستقيل                                | كاظم الساهر        | 2000  |
| الليلة إحساسي غريب                    | كاظم الساهر        | 2001  |
| صباحك سكر                             | كاظم الساهر        | 2003  |
| البنية                                | كاظم الساهر        | 2005  |
| تتبغد علينا                           | كاظم الساهر        | 2005  |
| هارب                                  | كاظم الساهر        | 2005  |
| وإني أحبك                             | كاظم الساهر        | 2005  |
| تقول أنسى                             | كاظم الساهر        | 2006  |
| مدينة الحب                            | كاظم الساهر        | 2006  |
| ناي                                   | كاظم الساهر        | 2006  |
| الرعاة والنار                         | كاظم الساهر        | 2007  |
| حبيتي                                 | كاظم الساهر        | 2008  |
| المحكمة                               | كاظم الساهر        | 2009  |
| الجريدة                               | كاظم الساهر        | 2009  |
| السور                                 | كاظم الساهر        | 2011  |
| حبيتي مرت على بالي                    | كاظم الساهر        | 2011  |
| دلع النساء                            | كاظم الساهر        | 2011  |
| افتكرني                               | مصطفى قمر          | 1994  |
| إرمي المنديل                          | مصطفى قمر          | 1995  |
| ليه الغرور                            | أصالة نصري         | 2001  |
| يا سعد                                | عمر العبداللات     | 1993  |
| يا عمي                                | عمر العبداللات     | 2004  |
| مرت الأيام مع فلة الجزائرية لا تتعذري | عمر العبداللات     | 2011  |
| مو بس أحبك                            | ماجد المهندس       | 1999  |
| ما نسينا                              | ماجد المهندس       | 1999  |
| عشرين عام                             | سعدون جابر         | 1999  |
| كل عام وأنت الحب                      | عبدالمجيد عبدالله  | 1999  |
| قلبي يسلم عليك                        | عبدالمجيد عبدالله  | 1999  |
| متغير علي                             | عبدالمجيد عبدالله  | 2001  |
| أدلع يا كايدهم                        | عبدالمجيد عبدالله  | 2001  |
| ودعوني                                | نجوى سلطان         | 1995  |
| ليلة                                  | عبد الرب إدريس     | 2000  |
| لما بغار                              | زهير فرنسيس        | 2006  |
| ما هنا يا أمي                         | محمد عبده          | 2000  |
| بلدنا                                 | هيثم يوسف          | 2014  |
| يا سوري                               | عبد العزيز الجبوري | 2014  |
| تقدموا                                | سيدر زيتون         | 2015  |
| مع مين "جاني"                         | مي حريري           | 2011  |
| أنت قدري                              | مجد أيوب           | 2019  |
| مشتاقلك موت                           | أحمد الهرمي        | 2015  |
| القدس تقول لكم                        | ناصر ارشيد         | 1996  |
| يا أم التراب المريمي                  | طارق فؤاد          | 1998  |

## تكريم
- الأردن:تكريم من نادي الوحدة في مادبا 2012[14]
- فلسطين: تكريم من وزارة الثقافة الفلسطينية 2016[15]